# 紀元前16年
紀元前16年（きげんぜん16ねん）。

## 他の紀年法
- 干支 : 乙巳
- 日本
  - 垂仁天皇14年
  - 皇紀645年
- 中国
  - 前漢 : 永始元年
- 朝鮮
  - 高句麗 : 瑠璃明王4年
  - 新羅 : 赫居世42年
  - 百済 : 温祚王3年
  - 檀紀2318年
- 仏滅紀元 : 528年
- ユダヤ暦 : 3745年 - 3746年

## 死去
- コルネリア・スキピオ（* 紀元前46年）
- 王皇后、漢の宣帝の皇后